# Pierre Combescot
Pierre Combescot (Limoges, Nueva Aquitania; 9 de enero de 1940-París, 27 de junio de 2017) fue un periodista y escritor francés. Ganó el Premio Goncourt de 1991 con Les filles du calvaire.

## Biografía
Pierre Combescot trabajó con el seudónimo de Luc Décygnes para el Canard enchaîné (periódico satírico francés), donde se encargó de los espectáculos líricos y la danza (de ahí el nombre elegido). También escribió crónicas para Paris Match. En 1986 ganó el Premio Médicis por Les funérailles de la sardine, y en 1991, el Premio Goncourt por Les filles du calvaire. 
Recibió el Premio Pierre de Monaco por el conjunto de su obra.

## Obra
- Louis II de Bavière, Lattès, 1974
- Les Chevaliers du crépuscule, Lattès, 1975
- Les Funérailles de la Sardine, Grasset, 1986. Premio Médicis
- Les Petites Mazarines, Grasset, 1990
- Les Filles du Calvaire, Grasset, 1991. Premio Goncourt. En español, La gesta de las pelirrojas, Seix Barral, 1993
- La Sainte Famille, Grasset, 199
- Le Songe du Pharaon, Grasset, 1998
- Lansquenet, Grasset, 2002
- Les Diamants de la guillotine, Robert Laffont, 2003. En español, Los diamantes de la guillotina, Ediciones B, 2004, 2007 (La historia se desarrolla en el Versalles en el siglo XVIII, de la mano de la condesa Jeanne de la Motte Valois.)
- Ce soir on soupe chez Pétrone, Grasset, 2004
- Pour mon plaisir et ma délectation charnelle, Grasset, 2009